# 皮然卡
皮然卡（羅馬化：Pizhanka）是俄罗斯基洛夫州的市级镇、皮然卡区行政中心，位于维亚特卡河流域内皮然卡河畔，地处基洛夫州西南部，在州府基洛夫西南方。
该地2021年人口有3,566人；2010年人口3,875；2002年人口4,022；1989年人口4,164。